# La banca di Monate
La banca di Monate è un film del 1976 diretto da Francesco Massaro tratto dall'omonimo racconto di Piero Chiara.

## Trama
Il rag. Adelmo Pigorini viene trasferito da Milano a Monate per dirigere la locale banca; a causa delle pressioni del presidente e azionista di maggioranza, l'industriale Santino Paleari, Pigorini è costretto a sottostare a determinate condizioni imposte circa il flusso di denaro che passa per la banca.
Lo scopo di Paleari è quello di risollevare le sorti della sua azienda in perdita usufruendo dei risparmi dei piccoli azionisti, anche se allo stato attuale, essendo in passivo, l'azienda di Paleari offre poche garanzie circa la possibile restituzione delle somme elargite oltre agli interessi che queste richiedono.
In questo giro d'affari, fa la sua comparsa inoltre il dottor Defendente Massera, un losco mediatore meridionale, che attraverso un' "ipotetica" quota di partecipazione maggiore a quella di Paleari, intende usare lo stesso metodo dell'industriale per accaparrarsi gli appalti su diversi lavori stradali.
Massera non è il diretto interessato in questa forma di prestito "a strozzo" perché l'affare riguarda direttamente il vescovo della zona, essendo il latifondista sulla quale zona graverebbe il progetto di un'autostrada in nuce; Pigorini, essendo un uomo onesto e integerrimo, vorrebbe tirarsi fuori da questi imbrogli (anche perché già considerato colpevole di essersi fatto derubare di due furgoni portavalori contenenti delle consistenti somme di denaro), però la situazione cambia radicalmente quando Paleari muore improvvisamente.
Massera, dopo la morte di Paleari, essendo rimasto l'azionista di maggioranza, prende in mano le sorti della banca, usando "in grande" l'idea che inizialmente era dell'industriale; alla fine per evitare altre crisi di coscienza, Pigorini viene promosso da direttore a un ruolo più estraneo alla banca stessa: la presidenza al posto di Paleari.

## Produzione
Il film è stato quasi interamente girato nella città di Omegna, la quale figura tra i ringraziamenti nella sigla di coda "per l'ospitalità".